# Toveshøj
Toveshøj er navnet på Brabrand Boligforenings boligafdeling 5 og den er foreningens næststørste. Toveshøj er en del af den større arkitektoniske enhed Gellerupplanen i Gellerup og deler postnummer med Brabrand. 
Boligblokkene i fire og otte etager, er næsten identiske med dem man finder i Gellerupparken og de er da også opført på samme tidspunkt (1968-72) og med helt samme teknik (præfabrikerede betonelementer) og arkitektur. Toveshøj rummer i alt 624 lejemål. De består af 1-4 værelses lejligheder på 31-124 m² og alle lejligheder er forsynet med en åben og en lukket altan.
Selvom Toveshøj er sin egen afdeling, regnes den af mange som en del af Gellerupparken i det daglige og de to afdelinger deles da også om de mange faciliteter i området og har det fælles netværk Samvirket. Gellerupparken ligger lige syd for Tovehøj, på den anden side af Edwin Rahrs Vej. 
Lige vest for Toveshøj ligger Tovshøjskolen.
Ligesom sin nabo i syd, er Toveshøj også omfattet af den store Helhedsplan Gellerup, der vil skabe mange forandringer i området de kommende år.
Fra Toveshøj er der adgang til de rekreative naturområder Hasle Bakker og Skjoldhøjkilen mod henholdsvis øst og nord.
- Toveshøj set fra Hasle Bakker. Gellerupparken i baggrunden.
- Gangsti ved Toveshøj
- Ny legeplads og parkanlæg (2019) som del af Helhedsplanen.